# Gianciotto Malatesta
Pour les articles homonymes, voir Malatesta.
Gianciotto Malatesta, de son vrai nom Giovanni Malatesta dit aussi « Gianne lo sciancato » (le boiteux) né à Rimini vers 1240/1244 et mort en 1304, est un condottiere italien, fils de Malatesta da Verucchio (le dantesque « Mastin Vecchio »).

## Biographie
Gianciotto Malatesta avait deux frères, Paolo, né entre 1246 et 1248 et Malatestino I Malatesta (it), et une sœur nommée Maddalena. Son surnom est dû à une malformation physique de naissance.
Comme son frère Paolo, Gianciotto suivit son père dans les affrontements contre les gibelins. En 1265, avec son père il combattit contre Guido da Montefeltro et dans la même année avec Guido da Polenta, contre la maison des Traversari. Quand en 1288 la famille Malatesta fut chassée de Rimini, il devint Podestat de Pesaro. Il mourut en 1304 après avoir assumé cinq fois la charge de podestat. Son caractère énergique, son habileté militaire et sa déformation physique ont contribué à le décrire comme un homme sanguinaire et vindicatif.
Gianciotto est connu pour avoir tué sa femme, Francesca da Rimini (ou da Polenta) et son jeune frère Paolo soupçonnés d'adultère. Cette tragédie est racontée dans le chant V de l'Enfer dans la Divine Comédie de Dante où Francesca annonce à Dante que « Caïne attend celui qui nous meurtrit ». Le fait se déroula probablement au château de Gradara entre le mois de février 1283, correspondant au retour de Paolo à Rimini, et l'année 1284.